# Defensor del Mes de la NBA
El Defensor del Mes de la NBA (en inglés:KIA NBA Defensive Player of the Month) es un premio mensual otorgado por la NBA al mejor defensor en ambas conferencias (Este y Oeste). El premio fue creado en la temporada 2024-25. El premio es entregado al jugador justo antes de su siguiente partido como local.

## Leyenda
|                      | Denota jugador incluido en el Basketball Hall of Fame            |
|                      | Denota jugador en activo                                         |
| Jugador (en negrita) | Indica que el jugador ganó el premio al Mejor Defensor de la NBA |
| Jugador (X)          | Indica las veces que el jugador ha ganado el premio              |

## Ganadores
| Año     | Mes               | Conferencia Este | Conferencia Este | Conferencia Oeste | Conferencia Oeste | Ref(s) |
| Año     | Mes               | Jugador(es)      | Equipo(s)        | Jugador(s)        | Equipo(s)         | Ref(s) |
| ------- | ----------------- | ---------------- | ---------------- | ----------------- | ----------------- | ------ |
| 2024-25 | Octubre-noviembre | Dyson Daniels    | Atlanta Hawks    | Victor Wembanyama | San Antonio Spurs | [ 1 ]  |
| 2024-25 | Diciembre         |                  |                  |                   |                   |        |
| 2024-25 | Enero             |                  |                  |                   |                   |        |
| 2024-25 | Febrero           |                  |                  |                   |                   |        |
| 2024-25 | Marzo-abril       |                  |                  |                   |                   |        |